# Laurinburg
Laurinburg – miasto w Stanach Zjednoczonych, w stanie Karolina Północna, siedziba administracyjna hrabstwa Scotland. Według spisu w 2020 roku liczy 15 tys. mieszkańców. 